# Kiriłł Sosunow
Kiriłł Olegowicz Sosunow (Кирилл Олегович Сосунов; ur. 1 listopada 1975 w Riazaniu) – rosyjski lekkoatleta, który specjalizował się w skoku w dal.
Dwukrotnie startował w igrzyskach olimpijskich (Sydney 2000 oraz Ateny 2004), jednak za każdym razem swój udział kończył na eliminacjach. W 1997 zdobył w marcu srebrny medal halowych mistrzostw świata, a latem był trzeci w mistrzostwach globu na stadionie. Mistrz Europy z Budapesztu (1998) oraz młodzieżowy wicemistrz Starego Kontynentu z Turku (1997). Zwycięzca uniwersjady w roku 1995. Uczestnik pucharu świata oraz pucharu Europy. Medalista mistrzostw Rosji. Rekord życiowy: stadion – 8,38 (27 czerwca 1998, Petersburg); hala – 8,41 (8 marca 1997, Paryż).

## Osiągnięcia
| Rok  | Impreza                        | Miejsce      | Pozycja           | Wynik |
| ---- | ------------------------------ | ------------ | ----------------- | ----- |
| 1994 | Mistrzostwa świata juniorów    | Lizbona      | el. – 36. miejsce | 7,12  |
| 1995 | Uniwersjada                    | Fukuoka      | 1. miejsce        | 8,21  |
| 1996 | Halowe mistrzostwa Europy      | Sztokholm    | 7. miejsce        | 7,87  |
| 1997 | Halowe mistrzostwa świata      | Paryż        | 2. miejsce        | 8,41  |
| 1997 | Superliga pucharu Europy       | Monachium    | 1. miejsce        | 8,00  |
| 1997 | Młodzieżowe mistrzostwa Europy | Turku        | 2. miejsce        | 8,30  |
| 1997 | Mistrzostwa świata             | Ateny        | 3. miejsce        | 8,18  |
| 1997 | Finał Grand Prix IAAF          | Fukuoka      | 4. miejsce        | 8,26  |
| 1998 | Superliga pucharu Europy       | Petersburg   | 1. miejsce        | 8,38  |
| 1998 | Mistrzostwa Europy             | Budapeszt    | 1. miejsce        | 8,28  |
| 1998 | Igrzyska dobrej woli           | Nowy Jork    | 7. miejsce        | 7,30  |
| 1998 | Puchar świata                  | Johannesburg | 4. miejsce        | 8,08  |
| 1999 | Superliga pucharu Europy       | Paryż        | 7. miejsce        | 7,55  |
| 2000 | Igrzyska olimpijskie           | Sydney       | el. – 16. miejsce | 7,97  |
| 2002 | Halowe mistrzostwa Europy      | Wiedeń       | 5. miejsce        | 8,02  |
| 2003 | Superliga pucharu Europy       | Florencja    | 6. miejsce        | 7,63  |
| 2003 | Światowe igrzyska wojska       | Katania      | 3. miejsce        | 7,77  |
| 2004 | Halowe mistrzostwa świata      | Budapeszt    | 7. miejsce        | 8,16  |
| 2004 | Igrzyska olimpijskie           | Ateny        | el. – 16. miejsce | 7,94  |